# 普羅瓦利夫卡
49°51′44″N 27°39′51″E / 49.86222°N 27.66417°E
普羅瓦利夫卡（烏克蘭語：Провалівка）是烏克蘭北部的村莊，隸屬日托米爾州的日托米爾區。該村處於斯盧奇河畔，始建於1601年，面積16.44平方公里，海拔高度239米，2001年人口437，人口密度每平方公里26.58人。